# Persone di cognome Davies
| Questa pagina contiene informazioni ricavate automaticamente dalle voci biografiche con l'ausilio del template Bio e di un bot. L'aggiornamento è periodico e automatico e ricostruisce completamente la pagina. Se manca una persona in questa lista, sei pregato di non aggiungerla, ma accertati piuttosto che la sua voce biografica contenga il template Bio e che i dati anagrafici siano correttamente compilati. Se il template Bio manca, inseriscilo tu stesso o, in alternativa, metti l'avviso {{tmp\|Bio}} che ne segnala la mancanza. Se i dati riportati sono sbagliati, correggi direttamente la voce biografica; le modifiche saranno visibili in questa lista entro pochi giorni. Per chiarimenti vedi il progetto antroponimi. La lista contiene solo le 134 persone che sono citate nell'enciclopedia e per le quali è stato implementato correttamente il template Bio. Pagina aggiornata al 23 lug 2025. |

Questa è una lista di persone presenti nell'enciclopedia che hanno il cognome Davies, suddivise per attività principale.

## Allenatori di calcio(3)
- Billy Davies, allenatore di calcio scozzese (Glasgow, n. 1964)
- Simon Davies, allenatore di calcio e ex calciatore gallese (Haverfordwest, n. 1979)
- Simon Ithel Davies, allenatore di calcio e ex calciatore gallese (Winsford, n. 1974)

## Antropologi(1)
- Nigel Davies, antropologo, storico e militare britannico (Hendon, n. 1920 - Tijuana, † 2004)

## Attiviste(1)
- Emily Davies, attivista e educatrice britannica (Southampton, n. 1830 - † 1921)

## Attori(7)
- Howard Davies, attore inglese (Liverpool, n. 1879 - Los Angeles, † 1947)
- Jakob Davies, attore canadese (White Rock, n. 2003)
- Jeremy Davies, attore statunitense (Traverse City, n. 1969)
- Karl Davies, attore britannico (Stockport, n. 1982)
- Lane Davies, attore statunitense (Dalton, n. 1950)
- Morgan Davies, attore australiano (Sydney, n. 2001)
- Rupert Davies, attore britannico (Liverpool, n. 1916 - Londra, † 1976)

## Attrici(8)
- Alexa Davies, attrice gallese (Rhyl, n. 1995)
- Amber Davies, attrice e conduttrice televisiva britannica (Denbighshire, n. 1996)
- Ann Davies, attrice britannica (Hornchurch, n. 1934 - Londra, † 2022)
- Betty Ann Davies, attrice britannica (Londra, n. 1910 - Manchester, † 1955)
- Kimberley Davies, attrice australiana (Ballarat, n. 1973)
- Marion Davies, attrice statunitense (New York, n. 1897 - Los Angeles, † 1961)
- Mary Bridget Davies, attrice e cantante statunitense (Cleveland, n. 1978)
- Pixie Davies, attrice britannica (Londra, n. 2006)

## Batteristi(1)
- Cliff Davies, batterista e produttore discografico statunitense (n. 1948 - † 2008)

## Calciatori(29)
- Steve Davies, ex calciatore inglese (Liverpool, n. 1987)
- Adam Davies, calciatore gallese (Rinteln, n. 1992)
- Alan Davies, calciatore gallese (Londra, n. 1961 - penisola di Gower, † 1992)
- Alphonso Davies, calciatore canadese (Buduburam, n. 2000)
- Arron Davies, ex calciatore gallese (Cardiff, n. 1984)
- Ben Davies, calciatore gallese (Neath, n. 1993)
- Ben Davies, calciatore inglese (Barrow-in-Furness, n. 1995)
- Carlo Davies, calciatore italiano (Milano, n. 1898)
- Charlie Davies, ex calciatore statunitense (Manchester, n. 1986)
- Craig Davies, ex calciatore gallese (Burton upon Trent, n. 1986)
- Curtis Davies, ex calciatore inglese (Londra, n. 1985)
- Fred Davies, calciatore e allenatore di calcio inglese (Liverpool, n. 1939 - Telford, † 2020)
- Geoff Davies, ex calciatore inglese (Ellesmere Port, n. 1947)
- George Davies, calciatore sierraleonese (Freetown, n. 1996)
- Glyn Davies, calciatore e allenatore di calcio inglese (Swansea, n. 1932 - Swansea, † 2013)
- Gordon Davies, ex calciatore gallese (Merthyr Tydfil, n. 1955)
- Gordon Davies, calciatore inglese (Manchester, n. 1932 - † 2020)
- Isaak Davies, calciatore gallese (Aberdare, n. 2001)
- Keston Davies, calciatore gallese (Swansea, n. 1996)
- Kevin Davies, ex calciatore inglese (Sheffield, n. 1977)
- Len Davies, calciatore e allenatore di calcio gallese (Cardiff, n. 1899 - Prescot, † 1945)
- Mark Davies, ex calciatore inglese (Wolverhampton, n. 1988)
- Matthew Davies, calciatore malaysiano (Perth, n. 1995)
- Roger Davies, ex calciatore inglese (Wolverhampton, n. 1950)
- Ron Davies, calciatore gallese (Holywell, n. 1942 - Albuquerque, † 2013)
- Wyn Davies, calciatore gallese (Caernarfon, n. 1942 - † 2025)
- Samuel Richard Davies, calciatore inglese (Manchester, n. 1867 - Quarto dei Mille, † 1907)
- Thomas Davies, calciatore inglese (Liverpool, n. 1998)
- Dai Davies, calciatore gallese (Ammanford, n. 1948 - † 2021)

## Canoisti(1)
- Grant Davies, canoista australiano (n. 1963)

## Canottiere(1)
- Caryn Davies, canottiera statunitense (Ithaca, n. 1982)

## Cantanti(3)
- Ray Davies, cantante, cantautore e musicista britannico (Fortis Green, n. 1944)
- Cyril Davies, cantante e armonicista inglese (Willowbank, n. 1932 - Londra, † 1964)
- Dave Davies, cantante e chitarrista britannico (Muswell Hill, n. 1947)

## Cantautori(1)
- Ron Davies, cantautore statunitense (Shreveport, n. 1946 - Nashville, † 2003)

## Cantautrici(1)
- The Anchoress, cantautrice, polistrumentista e scrittrice gallese (West Glamorgan, n. 1985)

## Cestisti(5)
- Bob Davies, cestista e allenatore di pallacanestro statunitense (Harrisburg, n. 1920 - Hilton Head Island, † 1990)
- Dick Davies, cestista statunitense (Harrisburg, n. 1936 - Loudon, † 2012)
- Brandon Davies, cestista statunitense (Filadelfia, n. 1991)
- Ian Davies, cestista australiano (Launceston, n. 1956 - Hobart, † 2013)
- Trevor Davies, cestista britannico (Londra, n. 1928 - Sutton, † 2012)

## Ciclisti su strada(1)
- Scott Davies, ex ciclista su strada britannico (Carmarthen, n. 1995)

## Compositori(2)
- Walford Davies, compositore inglese (Oswestry, n. 1869 - Wrington, † 1941)
- Peter Maxwell Davies, compositore britannico (Manchester, n. 1934 - Sanday, † 2016)

## Danzatrici su ghiaccio(1)
- Nesta Davies, danzatrice su ghiaccio britannica

## Direttori d'orchestra(1)
- Dennis Russell Davies, direttore d'orchestra e pianista statunitense (Toledo, n. 1944)

## Dirigenti sportivi(1)
- Mike Davies, dirigente sportivo e tennista britannico (Swansea, n. 1936 - Sarasota, † 2015)

## Fantini(1)
- Hywel Davies, fantino britannico (Cardigan, n. 1957)

## Fisici(1)
- Paul Davies, fisico, saggista e divulgatore scientifico inglese (Londra, n. 1946)

## Fotografe(1)
- Diana Davies, fotografa, drammaturga e pittrice statunitense (n. 1938)

## Generali(1)
- Francis Davies, generale britannico (Elmley Castle, n. 1864 - Elmley Castle, † 1948)

## Giuristi(1)
- Joseph Davies, giurista, politico e diplomatico statunitense (Watertown, n. 1876 - Washington, † 1958)

## Illustratori(1)
- Benji Davies, illustratore britannico (Peterborough, n. 1980)

## Imprenditori(1)
- John Henry Davies, imprenditore inglese (Tutbury, n. 1864 - Llandudno, † 1927)

## Lunghisti(1)
- Lynn Davies, ex lunghista britannico (Nantymoel, n. 1942)

## Matematici(1)
- Evan Tom Davies, matematico gallese (Pencader, n. 1904 - Waterloo, † 1973)

## Mezzofondisti(1)
- John Davies, mezzofondista neozelandese (Londra, n. 1938 - Auckland, † 2003)

## Modelli(1)
- Jake Davies, modello britannico (North Yorkshire, n. 1980)

## Musicisti(1)
- Rick Davies, musicista britannico (Swindon, n. 1944)

## Musicologi(1)
- Hugh Davies, musicologo e compositore inglese (Exmouth, n. 1943 - Londra, † 2005)

## Nuotatori(2)
- David Davies, nuotatore britannico (Cardiff, n. 1985)
- John Davies, nuotatore australiano (Willoughby, n. 1929 - Pasadena, † 2020)

## Nuotatrici(4)
- Valerie Davies, nuotatrice britannica (Cardiff, n. 1912 - Newport, † 2001)
- Georgia Davies, ex nuotatrice britannica (Londra, n. 1990)
- Judy-Joy Davies, nuotatrice australiana (Melbourne, n. 1928 - † 2016)
- Sharron Davies, ex nuotatrice britannica (Plymouth, n. 1962)

## Pianiste(1)
- Fanny Davies, pianista britannica (Guernsey, n. 1861 - Londra, † 1934)

## Piloti automobilistici(1)
- Jimmy Davies, pilota automobilistico statunitense (Glendale, n. 1929 - Chicago, † 1966)

## Piloti motociclistici(1)
- Chaz Davies, pilota motociclistico britannico (Knighton, n. 1987)

## Pittori(1)
- Arthur Bowen Davies, pittore statunitense (Utica, n. 1862 - Firenze, † 1928)

## Pittrici(1)
- Sally Davies, pittrice e fotografa canadese (Winnipeg, n. 1956)

## Poeti(1)
- Luke Davies, poeta, scrittore e sceneggiatore australiano (Sydney, n. 1962)

## Politici(7)
- Andrew R. T. Davies, politico gallese (n. 1968)
- Chris Davies, politico britannico (Lytham St Annes, n. 1954)
- David TC Davies, politico britannico (Londra, n. 1970)
- John Davies, politico, avvocato e poeta inglese (n. 1569 - † 1626)
- Paul Davies, politico gallese (Pontsian, n. 1969)
- Ron Davies, politico gallese (Machen, n. 1946)
- Alun Davies, politico gallese (Tredegar, n. 1964)

## Produttori discografici(1)
- Rhett Davies, produttore discografico, compositore e tecnico del suono britannico (Londra, n. 1948)

## Rapper(2)
- ArrDee, rapper britannico (Brighton, n. 2002)
- Bugzy Malone, rapper britannico (Manchester, n. 1990)

## Registi(1)
- Terence Davies, regista e sceneggiatore britannico (Liverpool, n. 1945 - Mistley, † 2023)

## Registi teatrali(1)
- Howard Davies, regista teatrale e regista cinematografico britannico (Durham, n. 1945 - † 2016)

## Rugbisti a 13(1)
- Jonathan Davies, rugbista a 13, rugbista a 15 e giornalista britannico (Trimsaran, n. 1962)

## Rugbisti a 15(7)
- Gerald Davies, rugbista a 15, dirigente d'azienda e dirigente sportivo britannico (n. 1945)
- Mefin Davies, ex rugbista a 15 e allenatore di rugby britannico (Nantgaredig, n. 1972)
- Alan Davies, ex rugbista a 15 e allenatore di rugby a 15 gallese (Ynysybwl, n. 1948)
- Bradley Davies, rugbista a 15 britannico (Llantrisant, n. 1987)
- Gareth Davies, rugbista a 15 britannico (Carmarthen, n. 1990)
- Jonathan Davies, rugbista a 15 britannico (Solihull, n. 1988)
- Mervyn Davies, rugbista a 15 gallese (Swansea, n. 1946 - † 2012)

## Sceneggiatori(4)
- Andrew Davies, sceneggiatore e scrittore britannico (Rhiwbina, n. 1936)
- Russell T Davies, sceneggiatore e produttore televisivo britannico (Swansea, n. 1963)
- Valentine Davies, sceneggiatore, regista e produttore cinematografico statunitense (New York, n. 1905 - Malibù, † 1961)
- William Davies, sceneggiatore britannico

## Sciatori freestyle(1)
- Oliver Davies, sciatore freestyle britannico (n. 1997)

## Sciatrici alpine(1)
- Tess Davies, ex sciatrice alpina canadese (n. 1991)

## Scrittori(4)
- David Stuart Davies, scrittore e anglista britannico (Huddersfield, n. 1946 - Huddersfield, † 2024)
- L. P. Davies, scrittore britannico (Crewe, n. 1914 - Puerto de la Cruz, † 1988)
- Rhys Davies, scrittore gallese (Rhondda Valley, n. 1901 - Londra, † 1978)
- Robertson Davies, scrittore canadese (Thamesville, n. 1913 - Orangeville, † 1995)

## Scrittrici(2)
- Carys Davies, scrittrice britannica (Llangollen)
- Margaret Llewelyn Davies, scrittrice, saggista e attivista britannica (Londra, n. 1861 - Dorking, † 1944)

## Sollevatrici(1)
- Sarah Davies, sollevatrice britannica (Preston, n. 1992)

## Storici(2)
- Norman Davies, storico e saggista britannico (Bolton, n. 1939)
- Robert W. Davies, storico britannico (Londra, n. 1925 - † 2021)

## Tastieristi(1)
- Dik Mik, tastierista inglese (Richmond, n. 1943 - † 2017)

## Tenori(1)
- Tudor Davies, tenore gallese (Distretto di contea di Rhondda Cynon Taf, n. 1892 - Monmouthshire, † 1958)

## Teologi(1)
- William D. Davies, teologo e biblista britannico (n. 1911 - Durham, † 2001)

## Vescovi cattolici(1)
- Mark Davies, vescovo cattolico britannico (Manchester, n. 1959)

## Senza attività specificata(2)
- Phil Davies, allenatore di rugby a 15 e ex rugbista a 15 gallese (Seven Sisters, n. 1963)
- Siobhan Davies, ex ballerina, coreografa e direttrice artistica britannica (Londra, n. 1958)